# Plagiothecium scalpellifolium
Plagiothecium scalpellifolium là một loài rêu trong họ Plagiotheciaceae. Loài này được (Müll. Hal.) E.B. Bartram mô tả khoa học đầu tiên năm 1946.